# Račak
Reçak o Račak (in albanese Reçak; in serbo Рачак?, Račak) è un villaggio parte della municipalità di Shtime in Kosovo, noto principalmente per il massacro avvenuto nel 1999.